# Miecz świętego Piotra
Miecz świętego Piotra – tasak (błędnie nazywany mieczem), stanowiący relikwię przypisywaną Piotrowi Apostołowi. Przechowywany w zbiorach Muzeum Archidiecezjalnego w Poznaniu, natomiast jego replika eksponowana jest w bazylice archikatedralnej. 

## Historia
Tasak ten wzmiankowany jest już przez Jana Długosza w Vitae Episcoporum Posnaniensium, opublikowanym w 1609 roku, jako oryginalna broń z czasów rzymskich, bądź kopia wykonana na zlecenie i pobłogosławiona przez papieża Jana XIII (Długosz wspomina papieża Stefana VIII, jednak we wspomnianym okresie już nie żył). Zgodnie z podaniem „miecz” należał do świętego Piotra, który miał nim odciąć ucho Malchosa (J 18,10), sługi arcykapłana, podczas pojmania Jezusa Chrystusa w ogrodzie Oliwnym. O broni tej pisze także w 1699 roku archidiakon przy poznańskiej katedrze opisując go jako fragment miecza świętego Piotra trzymany w katedralnym skarbcu, lecz kilka razy do roku pokazywany wiernym. W 1721 roku ukazał się także dekret Kapituły Katedralnej nakazujący przeniesienie „miecza”, jako relikwii do kapitularza, jako godniejszego miejsca.
Na Ostrów Tumski trafił w 968 roku jako dar Jana XIII dla biskupa Jordana lub księcia Mieszka I. Przez wiele stuleci sądzono, że jest to replika pochodząca z X wieku, jednak badania wykonane przez naukowców z Muzeum Wojska Polskiego w Warszawie dotyczące kształtu i typu stopu z jakiego go wykonano wskazują, że został on wykuty w I wieku naszej ery na wschodnich rubieżach Cesarstwa Rzymskiego. Natomiast przedstawiciele Wielkopolskiego Muzeum Wojskowego są ostrożniejsi w ocenie wieku broni i bardziej skłonni przyjąć, że jest to średniowieczna kopia. Profesor Marian Głosek z Uniwersytetu Łódzkiego uważa, że jest to tasak powstały w XIV wieku, gdyż wcześniej broń tego typu nie była stosowana w Europie, przywołując podobne tasaki z Durham i Cluny, jednak doktor inżynier Elżbieta Nosek i magister inżynier Janusz Stępiński z Akademii Górniczo-Hutniczej w Krakowie zauważają, że broń tego typu znana była wcześniej na Bliskim Wschodzie. Dodatkowo Michał Błaszczyński z Muzeum Archidiecezjalnego w Poznaniu zauważa, że podobne tasaki widnieją na starożytnych greckich wazach przedstawiających pracę rybaków. Tezy profesora Mariana Głoska są natomiast mocno krytykowane przez doktora Leszka Weteskę z Uniwersytetu im. Adama Mickiewicza jako pozbawione jakichkolwiek podwalin w dokumentach historycznych.
Bez względu na toczący się spór naukowy oraz to, czy miecz pochodzi z I, X czy XIV wieku, jest to broń sieczna, która obok Szczerbca ma najdłuższą udokumentowaną historię w kraju.

## Opis
Głownia wykuta z pojedynczego kawałka żelaza. Długość całkowita 70,2 cm (pierwotnie być może był dłuższy o 1–2 cm, skrócenie wynika z korozji końca głowni), szerokość maksymalna 9,4 cm, w odległości 10,3 cm od nasady otwór o średnicy 0,4 cm. Głowica niezachowana.